# Carlos Padilla Díaz
Carlos Hernando Padilla Díaz (15 de junio de 1946 – 4 de abril de 2014), conocido como El Maestro Padilla.
Gran artista plástico colombiano, considerado en 1972 como el mejor pintor del año. Sus obras han sido premiadas en importantes salones, universidades, y entidades del ámbito nacional e internacional.  Padilla, empezó a estudiar arquitectura en la Universidad Nacional de Colombia; dejando esa disciplina para iniciarse luego en la facultad de Bellas Artes de la misma entidad, y simultáneamente, en el reconocido Taller de Pintura del Maestro David Manzur. Viajó luego a New Orleans y se vinculó a la facultad de Bellas Artes del Delgado College bajo la dirección del Doctor y Chairman Benjamin J. Ploger.
Padilla integró en contadas ocasiones la nómina más selecta de la plástica nacional e internacional en las áreas la pintura, del dibujo y de la escultura.  Compartió exposiciones con: Fernando Botero, Alejandro Obregón, Edgar Negret, Eduardo Ramírez Villamizar, Enrique Grau, David Manzur, Armando Villegas, y muchos más.
Padilla muestra al comienzo de su obra una gran influencia de la temática y de la técnica de sus maestros; acoge una temática neutral de abstracción donde empieza a dar muestras de la técnica adquirida. Sus primeras obras insinúan la presencia de un innato valor expresivo de gran sensibilidad y de una finura exquisita. Madura, y busca la liberación; inclina su temática hacia elementos figurativos que representan mejor su profundo sentimiento humanístico; empieza a usar más la técnica del dibujo; se sitúa en un medio surrealista, repartiendo equitativamente la utilización de objetos reales, con la subjetiva distorsión elástica de las formas; expresa más intensamente el mensaje sugerido; con esto, rompe el cordón, y se separa; adquiere por fin la identidad temática que le va a permitir expresarse al límite de su capacidad.

## Obras en Museos
- Obra[4] en exposición permanente en el Art Museum of the Americas localizado en Washington D. C., dedicado principalmente a la exposición de obras de arte moderno y contemporáneo de América Latina y del Caribe.

## Exposiciones
Carlos Padilla realizó muchas exposiciones individuales y colectivas, entre ellas:
- 1969 Taller David Manzur. Bogotá, Colombia.
- 1970 Museo de Arte Contemporáneo El Minuto de Dios, Bogotá, Colombia.
- 1970 Salón Nacional, Bogotá, Colombia.
- 1970 Taller David Manzur. Bogotá, Colombia.
- 1970 Museo Nacional XXI Salón de Artistas Nacionales. Obra Neutrón. Bogotá, Colombia.
- 1971 Galería de Marlene Hoffman. Bogotá, Colombia.
- 1971 Galería La Rebeca, Bravo-Tavera, Padilla-Duarte. Bogotá, Colombia.
- 1971 Biblioteca Luis Ángel Arango, Banco de la República. Grabadores y Dibujantes. Obra Mujer Cántaro. Bogotá, Colombia.
- 1971 Taller David Manzur. Bogotá, Colombia.
- 1970 Museo Nacional Salón de Artistas Nacionales. Bogotá, Colombia.
- 1972 Salón Nacional, Bogotá, Colombia.
- 1972 Museo de Arte Contemporáneo El Minuto de Dios (Mención de Honor), Bogotá, Colombia.
- 1972 Primer Salón de Artes Plásticas[5] Universidad Jorge Tadeo Lozano (Premio), Bogotá, Colombia. Reunió 133 obras de la plana mayor de los artistas nacionales, incluyendo los maestros y la generaciones jóvenes. Enrique Grau, Fernando Martínez Sanabria y el artista brasilero Yezid Thame otorgaron los premios a Bernardo Salcedo, Juan Cárdenas, Ana Mercedes Hoyos, Juan Camilo Uribe, Edgar Álvarez, Carlos Padilla, Darío Morales, Feliz Burzstyn, Ned Truss, Mónica Meira, Manolo Vellojín. Augusto Rendón y Saturnino Ramírez
- 1972 Museo La Tertulia, Salón de Artistas Jóvenes. Obra Las Tentaciones de Sam. Cali, Colombia.
- 1972 Museo Nacional XXIII Salón de Artistas Nacionales. Bogotá, Colombia.
- 1972 Taller David Manzur. Bogotá, Colombia.
- 1973 Galería Belarca. Bogotá, Colombia.
- 1973 Museo de Arte Moderno en Bogotá, Colombia.
- 1973 Galería de la Unión Panamericana, Washington, U.S.A
- 1974 Galería El Puente del Tiempo, Bogotá, Colombia.
- 1974 Galería Escala, Lozano-Villegas-Penagos-Rivera-Estrada-Padilla-Zamudio. Bogotá, Colombia.
- 1974 Museo de Arte Moderno en Bogotá, Colombia.
- 1977 Profesores de la Escuela de Arte de la Universidad Jorge Tadeo Lozano XX años. Bogotá, Colombia.
- 1975 Organización de los Estados Americanos OEA, Washington D.C. U.S.A.
- 1975 Museo de Arte Contemporáneo, Noveno Salón de Agosto. Bogotá, Colombia.
- 1976 Galería Belarca, Bogotá, Colombia.
- 1976 Galería El Circo. Bogotá, Colombia.
- 1976 Exposición Privada. Northridge, California, U.S.A.
- 1976 Museo de la Universidad de Antioquía. Medellín, Colombia.
- 1976 Galería de Los Navas: Mucho Arte.[2] Bogotá, Colombia.
- 1977 Museo de Artes Visuales de la Universidad Jorge Tadeo Lozano. Bogotá, Colombia.
- 1977 Museo de Arte Contemporáneo El Minuto de Dios. Bogotá, Colombia.
- 1977 Galería Ángel Irilirior, Bogotá, Colombia.
- 1977 Galería Imaginaria: Arte en Miniatura. Bogotá, Colombia.
- 1977 Galería Imaginaria: La Riqueza Imaginativa[3] del Arte Moderno Contemporáneo. Bogotá, Colombia.
- 1978 Taller El Palomar del Príncipe:[6] Arango-Padilla. Bogotá, Colombia.
- 1978 Florida Institute of Technology: Echeverría-Padilla. Melbourne, Florida, U.S.A
- 1978 El Muro Blanco, Bogotá, Colombia.
- 1978 Galería Arango, Medellín, Colombia.

## Comentarios
Diario El Tiempo 1972: "Este ha sido el año de Carlos Padilla o Carlos Padilla ha sido el pintor de este año. Sus obras premiadas en los Salones de El Minuto de Dios y Universidad Jorge Tadeo Lozano y la enviada al Salón oficial, organizado por el Instituto de la Cultura, han sido consideradas como las más importantes e interesantes".
David Manzur: "Con gran inventiva a imaginación e imaginación afianza las formas sin el recurso de los contrastes profundos logrando en sus cuadros atmósferas de blanco lechoso del que emerge el color en la dosis precisa para no romper el silencio cromático impuesto por el dibujo"
Enrique Grau: "Tiene el valor y la inteligencia para mirar por encima de su hombro hacia el pasado y analizar lo que puede ofrecer la construcción fría y calculada de un Durero o de un Holbein para mejor entender un presente como el nuestro."
José Gómez-Sicre: "Usa el grafito con línea pura y limpia sin enmienda, traza figuras diminutas sobrecogidas por grandes espacios de composición abstracta y su achicamiento de la medida es la primera motivación que tiene el artista joven de hoy: La soledad del Hombre y su incomunicación"
Diario La República: "Su obra es exactamente la paz sobre el gesto y a veces el padecimiento útil, total; prescrito para la ocupación del segundo o de la plenitud del tiempo. Y luego la persecución de la línea; rostros sumergidos en la niebla del lienzo. Espejos desleídos, estría rojas, azules, vetas amarillas, desaprensivos verdes, vaho que se escapa de los marcos. La pintura de Carlos Padilla no es semejante a ninguna otra, posiblemente a el mismo. Un difícil trabajo de limpieza lo ha llevado de figuras angélicas y técnicas evanescentes, diriase renacentistas, a un territorio únicamente suyo, completamente diferente a lo que en la actualidad se aprecia en el ambiente pictórico nacional"
Jaime Espinel: "(...) Allí el desecho pasado y el leve presente se unen para crear una mirada que ojala sobreviva a la transitoriedad que la impulsa y donde habita mucha parte de su irónica hermosura: el carácter apasionado, conocedor, marginal y visionario de Carlos Padilla. Pocos como el han establecido una clara convergencia para esos dos puntos de fuga inapelables: vida y obra; praxis y olvido"

## Subastas y Donaciones
- 1967 Embajada de los Estados Unidos de América, Baile de San Valentín. Bogotá, Colombia.
- 1970 Institución Las Mercedes. Barranquilla, Colombia.
- 1973 Jardín Infantil: II Gran Subaste. Bogotá, Colombia.
- 1974 Campaña Presidencial Alfonso López Michelsen. Bogotá, Colombia.
- 1974 Fundación para la Educación Especial Hospital Infantil Universitario: Lorencita Villegas de Santos. Bogotá, Colombia.
- 1974 Jardín Infantil: II Gran Subasta. Bogotá, Colombia.
- 1975 Subasta Teatro La Mama. Bogotá, Colombia.
- 1977 Institución Las Mercedes. Barranquilla, Colombia.
- 1977 Campaña Presidencial Julio César Turbay Ayala. Bogotá, Colombia.

## Docencia
- 1970 - 1973 Monitor del Taller de David Manzur. Bogotá, Colombia.
- 1973 - 1974 Universidad Jorge Tadeo Lozano, Departamento de Bellas Artes, Cátedra de Dibujo Artístico: I, II, IV, y X semestres. Bogotá, Colombia.
- 1976 - 1978 Director y profesor de Dibujo Artístico del Taller El Palomar del Príncipe.[6] Bogotá, Colombia.

## Diseños
- 1969 Festival Nacional de Teatro. Instituto Colombiano de Cultura Teatro Colón. Canciones para Mirar. Embajada de Argentina e Italia. Bogotá, Colombia.
- 1974 Carátula Revista Vivencias - Fundación para la Cultura. Bogotá, Colombia.
- 1976 Galería Restaurante Parque Arqueológico Facatativa: Tarjetas de Presentación. Facatativa, Colombia.